# Al Stiller
Alfred William „Al“ Stiller (* 26. August 1923 in Chicago; † 20. April 2004 in Boulder) war ein US-amerikanischer Radrennfahrer und nationaler Meister im Radsport.

## Sportliche Laufbahn
Stiller war im Bahnradsport und im Straßenradsport aktiv. Er begann 1939 mit dem Radsport. 1948 war er Teilnehmer der Olympischen Sommerspiele in London. Mit Marvin Thomson als Partner bestritt er das Tandemrennen. Beide wurden auf dem 5. Rang klassiert. In der Mannschaftsverfolgung blieb das Team der USA mit Al Stiller, Thomas Montemage und Ted Smith unplatziert. 
1947 startete er auf eigene Kosten bei den Bahnradsport-Weltmeisterschaften in Paris und bestritt danach einige Zeit mit Jack Heid Rennen in Europa. 1954 siegte er im Rennen Québec–Montréal. Danach wurde er Berufsfahrer und fuhr einige Sechstagerennen in Nordamerika. 1950 und 1951 gewann er die nationale Meisterschaft im Punktefahren. Er gewann achtmal Staatsmeistertitel in Illinois. Bei den Panamerikanischen Spielen in Mexiko-Stadt 1954 bestritt er die Mannschaftsverfolgung und das Straßenrennen.